# Lungra
Lungra (en népalais : लुंग्रा) est un comité de développement villageois du Népal situé dans le district d'Achham. Au recensement de 2011, il comptait 3 855 habitants.